# Casa Marieta
Le restaurant Casa Marieta est un établissement centenaire de Gérone reconnu par le « Círculo de Restaurantes Centenarios de España », situé sur la Place de la indépendance  de Gérone, aussi connue comme place de « Sant Agustí », parce que le couvent de Saint Agustín de la Ville s'y trouvait. L'actuel nom est dû à la guerre de 1808 avec Napoléon Bonaparte (Guerre de l'Indépendance Espagnole).

## Histoire
Selon le « Diari de Girona » 

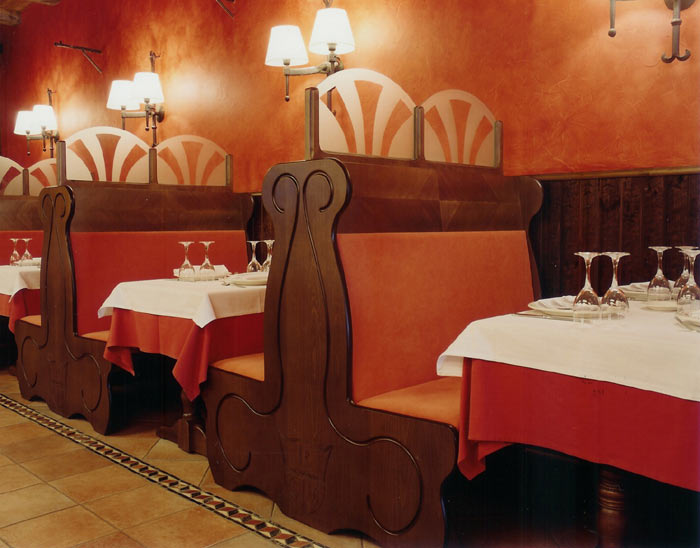

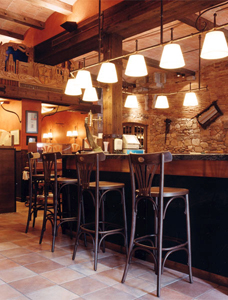

dans une chronique signée par Josep M. Bartolomé, les origines de la Casa Marieta se situent dans les années 1890 ou 1892 en relation à l'établissement de la place de Saint Agustín. Initialement cet établissement était connu comme Bar Trol, même que d’autres se référaient aussi comme Can  Bartrol et même comme Ca la Bartrola,
"depuis que Marie Vinyoles, connue comme la Marieta, a acquis la pension de Can Bartrol, dont elle était déjà locataire et elle se chargeait de l'exploitation, trois générations ont passé déjà".
Malheureusement, à cette époque, la Municipalité n'emportait pas de registre complet des activités patronales ni des permissions d'ouverture d'établissements.  Il semble qu'initialement, le numéro 5 de la place était une pension et maison de nourrie [pas clair], alors que le numéro 6 était un local "dédié aux écuries pour laisser les voitures et le bétail"
. Dans 1901, Mme Marie Vinyoles, mariée avec M. Celestino Teixidor, a acheté le commerce où elle avait travaillé depuis qu’elle est toute petite.
Cet établissement combinait les activités de restauration et d'hôtel. Ils étaient beaucoup, les citoyens qui se dirigeaient, bien pour pouvoir faire un bon diner après les journées dans le marché, bien pour pouvoir découcher si ainsi l’activité patronale le requérait[pas clair]. Comme nous l'avons déjà dit, sur la place de Saint Agustin se célébraient à cette époque le marché des fruits et légumes de la ville. Plus tard, vers 1917, la ligne de commerce a été agrandie vers la pension et pour tant au service complet qui permettait aux représentants de commerce de vivre même chez Mme Marie[pas clair].
Vers 1924, Mme Marie Vinyoles a acheté les locaux 
pour faire quelques réformes que finalement n’eues pas emportées a lieu pour ne s’adapter pas à la permission accordée.
Réformes que sont demandés un autre fois un mois plus tard, même que la Municipalité a eu retourné le montant de la taxe des travaux, parce n’es pas été réalisé non plus[pas clair].
Plus tard, les références à la Casa Marieta sont constantes dans les journaux de l’époque, tant pour motifs propres du commerce comme d’autres de différents. En manière d’exemple nous avons que le journal El Pirineu publie le 23 d’octobre 1939 la reconnaissance faite par le Secours Social et, textuellement, « Nous faisons public le Trait de la réputée pension Casa Marieta établie à la place de la Independence de cette Ville ».

## Récompense
- Bourses "Destí Girona" en 2008[12].